# 浅野総一郎の銅像

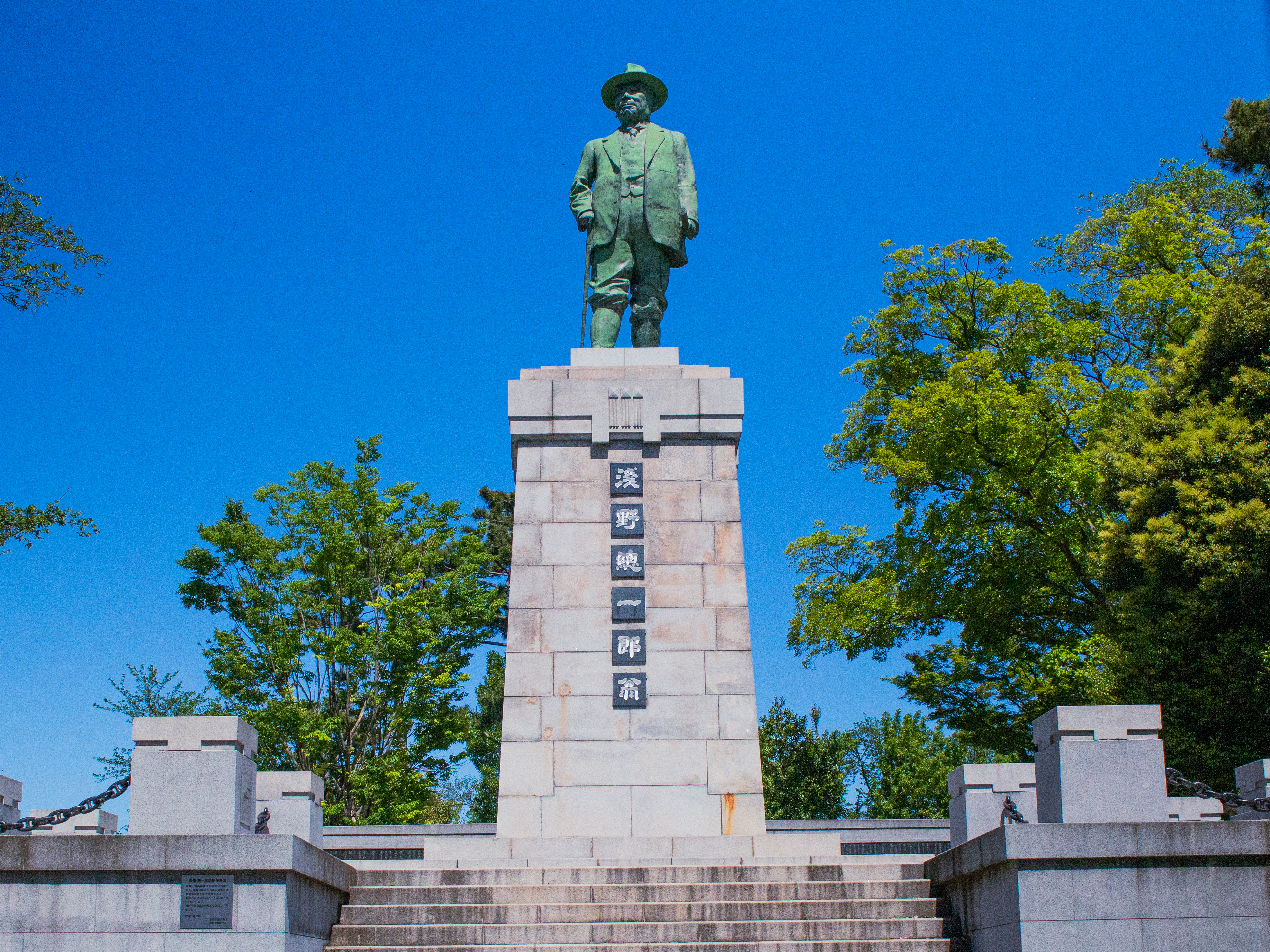
浅野学園に立つ浅野総一郎の銅像

浅野総一郎の銅像（あさのそういちろうのどうぞう）は、1924年（大正13年）に浅野財閥が浅野綜合中学校（現浅野学園）キャンパスの銅像山に建立した巨大な銅像である。戦時中に供出されたが、戦後の1958年（昭和33年）に復元された。

## 銅像建立の経緯
浅野財閥では、浅野総一郎を記念して何か残そうと考えていた。浅野綜合中学校（浅野学園）を拡張する案や、図書館を建設する案もあったが、橋本梅太郎は銅像がいいと考えた。財閥総帥の浅野総一郎は老齢になってからも、ヨレヨレの服と半ズボンにつぎはぎだらけの脚絆で、帽子を被り杖をついて、工事現場を視察し、工場で在庫を確認していた。それに敬服していたので、浅野総一郎の姿を銅像で後世に伝えようと思ったのである。橋本は銅像建設会の委員長となって尽力し、一人20銭の寄付を25万人から集め、渋沢栄一に建設会会長に就任してもらい、銅像制作を本山白雲に依頼した。1923年（大正12年）7月に原型が出来たが、浅野総一郎の夫人サクがそれを見て、眉間のコブが再現されているのに文句をつけたので、橋本がコブを取るように本山に求めた。すると、忠実に再現しろとの注文だったのに、今になってコブをなくせとは納得できないと言って、本山は承知しない。板挟みになった橋本が、浅野総一郎に相談したところ、芸術家の意思を尊重すべきだと浅野は答えた。また、台座に刻む頌徳文は徳富蘇峰に依頼したのだが、その「浅野総一郎翁」という文言の「翁」が年寄り風で気に食わないから無くせと、浅野がクレームを出した。橋本がそう伝えると、「翁」は老人ではなく先輩を意味し、文格のためにどうしても「翁」の文字を用いなければならないと、徳富が答えた。橋本が恐る恐る浅野に説明すると、浅野が納得して収まった。浅野財閥の会社・銀行・ホテル・病院・学校・取引先の人たちや徳川家達・大隈重信など25万人が一人20銭づつ銅像建設費を寄付したのだが、その全員の氏名を土台の周りの銅版に刻んだ。小さな五号活字で刻んだので読むのに虫眼鏡が必要だった。土台周囲の太い鎖は、浅野総一郎が建造させた豪華船地洋丸の錨鎖である。浅野財閥傘下の二社、東京湾埋立（東亜建設工業）が土木工事をし、浅野セメントの鉄筋コンクリート部が台座・土留・下水溝を工事した。1923年（大正12年）7月に土木工事が完成したが、9月に関東大震災で軽い被害を受けた。完成した銅像を丘の上の台座に運びあげようとしたが、大きく重い銅像を運ぶには、丘の上に続く道に本格的な補強工事をしなければならないということが解った。もう除幕式が迫っていて、そんな時間がなかったので、仕方なく銅像を三分割して、運び上げてから溶接して設置した。

## 除幕式
浅野総一郎が喜寿になった1924年（大正13年）の、5月18日午前10時半から12時半まで銅像の除幕式が行われた。参加者は浅野財閥の会社・病院・学校の関係者およそ五千人とも三万人とも伝わる。橋本梅太郎が開会の挨拶をして、井上孝哉・大谷嘉兵衛・前田利為・野田卯太郎逓信大臣・藤山雷太・後藤新平・渋沢栄一・阿部吾市・大川平三郎が祝辞を述べてから、孫の浅野一治が除幕した。ヨレヨレの服と半ズボンにつぎはぎだらけの脚絆で帽子を被り杖をついた浅野総一郎の姿を写した、高さ16尺（約4.8メートル）の巨大な銅像が大きく高い土台と台座の上にそびえ立っていた。浅野総一郎が謝辞を述べた後で、午後5時まで、模擬店や神楽相撲などの競技、陸軍戸山学校軍楽隊や東洋汽船楽団の演奏、花火が行われ、勝飛行場の飛行機が低空でビラを撒いた。ビラには浅野総一郎の座右の銘「かせぐに追ひつく貧乏無し」が印刷されていた。この日以降、銅像がある丘は、「銅像山」と呼ばれた。

## 戦時中に供出
太平洋戦争中の1943年（昭和18年）5月2日か3日に、金属供出のために銅像が解体されたが、神名勉聡校長が抗議して、急遽復元された。それから応召兵士のように銅像に赤いタスキをかけて、浅野泰治郎と親族や浅野学園全校生徒450名の送列で送り出した。三年生と四年生は全員だが一年生と二年生は委員のみ送列に参加したとも伝わる。おへその辺りで二つに切断された銅像がトラックで運び出される時に、浅野の生徒が捧げ銃をした。それ以後、銅像の台座だけが虚しく聳えていた。

## 戦後に復元
銅像再建期成会が浅野学園・会社関係者・官公庁・一般市民から一口100円の寄付で1069万円を集めた。そして1958年（昭和33年）に、浅野ドック（旧浅野造船所）に残っていた五分の一サイズの像から、慶寺丹長が銅像を復元した。そして再建銅像の除幕式が同年11月23日に浅野学園で行われた。戦前と同じ大きさで重さ2.2トンであると、神奈川新聞が除幕式翌日に報じた。それ以後、戦前と同じ大きさだと信じられてきた。2020年（令和2年）浅野学園100周年を記念して、卒業生で東京大学生産技術研究所の川添善行准教授が提案した展望台が、銅像前に設置された。浅野総一郎が創業した浅野セメントの流れを汲む太平洋セメントの子会社の製品を用いて、浅野総一郎が創業した東亜建設工業（東京湾埋立の後身）が施工した。その際の測量図によると、全体の高さが12メートルで、コンクリートの平たい土台の高さが1.86メートル、塔状の台座の高さが6.29メートル、銅像本体の高さは3.85メートルとなっている。つまり戦後の復元銅像は、戦前の16尺（約4.8メートル）の銅像の五分の四の大きさだという事実が明らかになった。また土台背後の囲いには、浅野総一郎の関係事業約60社の名称が刻まれている。 